# Shoreham-by-Sea
Shoreham-by-Sea (även enbart: Shoreham) är en stad i grevskapet West Sussex i sydöstra England. Staden är huvudort i distriktet Adur och ligger på den engelska sydkusten. Tätorten (built-up area) hade 23 676 invånare vid folkräkningen år 2021.
Staden gränsar i norr till South Downs, i väster till Adur Valley och i söder till floden Adur och Shoreham Beach vid Engelska kanalen. Staden ligger mitt i ett bälte av stadsbebyggelse längs med sydkusten mellan Brighton och Worthing.

## Historia

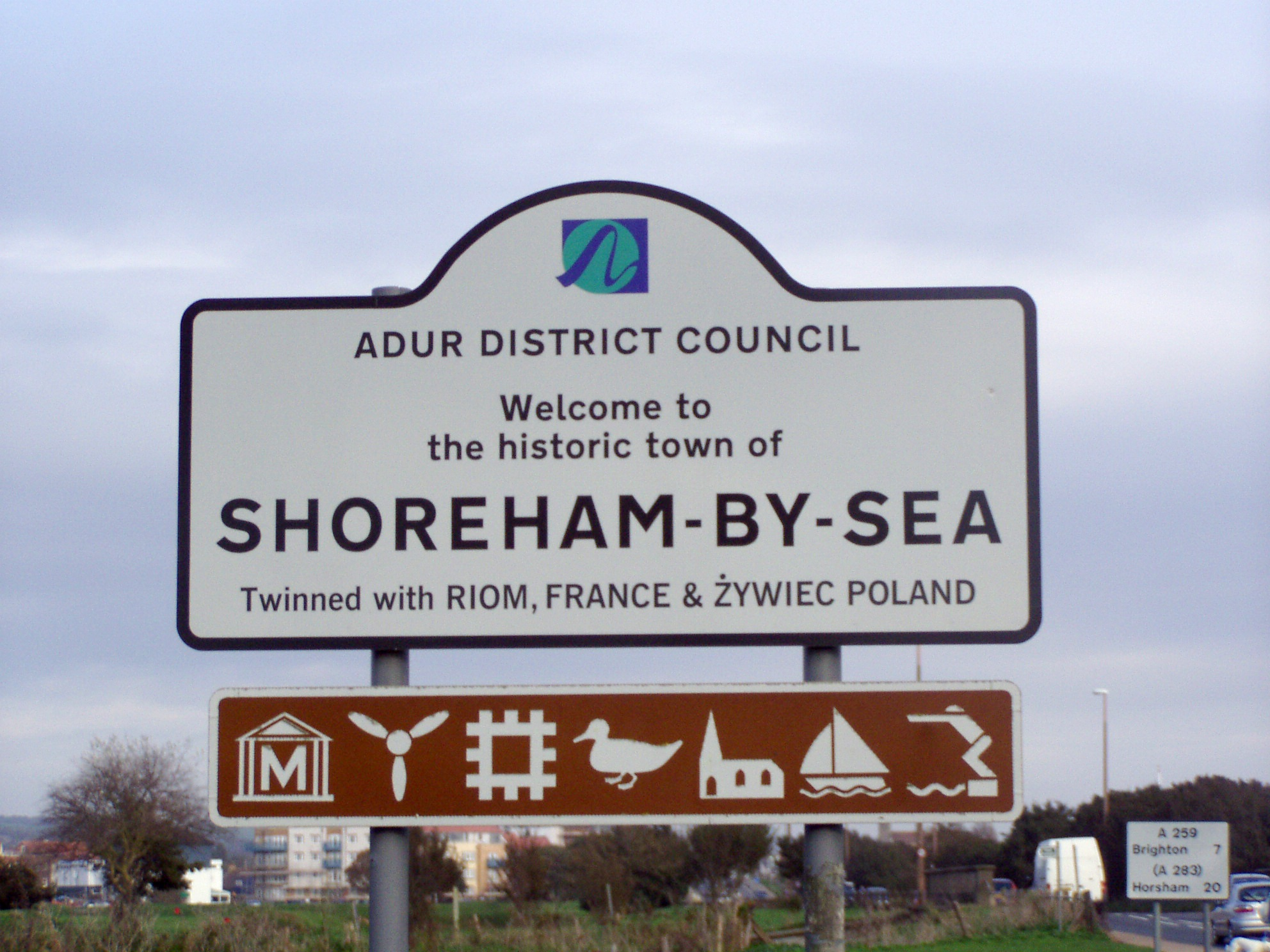
Infart till Shoreham-by-Sea.

Old Shoreham kan dateras till förromersk tid. Namnet har fornengelskt ursprung. Staden och hamnen vid New Shoreham grundades av normanderna mot slutet av 1000-talet.
St Mary de Haura Church byggdes decenniet efter 1103. Vid det här tiden planerades staden i ett rutmönster som mestadels har överlevt i stadens centrum. Kyrkan är bara hälften av den ursprungliga byggnaden. Det tidigare mittskeppet har kollapsat, men rester av den västra fasaden finns delvis kvar på kyrkogården.
Uppgången för Brighton, Hove och Worthing, speciellt med invigningen av järnvägslinjen från Brighton till London (1840), ledde till Shorehams uppgång som viktoriansk hamn med flera varv och en aktiv kusthandel. Shorehams hamn är fortfarande i kommersiellt bruk.
Shoreham Beach, söder om staden, är en sandbank som byggs upp som en förlängning av Lancing. Den stoppar den södergående floden Adur, som leds österut mot Engelska kanalen längs kusten, en sträckning som varierat rejält över åren. När hamningången stabiliserades, försvarades den av Shoreham Fort. Ombyggda järnvägsvagnar användes som sommarhus runt sekelskiftet, och Bungalow Town, som det kallades på den tiden, blev hem för den tidiga brittiska filmindustrin. Shoreham Beach blev officiellt del av Shoreham-by-Sea 1910 och är nu nästintill helt och hållet bebyggt med moderna hus, även om ett par gamla bungalower fortfarande finns kvar idag. Kyrkan Church of the Good Shepherd, byggd 1913, står fortfarande kvar.

## Transport
Brighton Shoreham Airport, belägen i Lancing, väster om staden, är numera i enskild ägo. Den är den äldsta flygplatsen i Storbritannien. Flygplatsbyggnaden i art déco-stil är minnesmärkt som historiskt intressant och har blivit använd för filminspelningen av en av Agatha Christies klassiska Hercule Poirot-berättelser samt scener ur filmen Da Vinci-koden.
Staden betjänas dessutom av järnvägsstationen Shoreham-by-Sea på West Coastway Line.